# Гертруда Зульцбахская
Гертруда Зульцбахская (нем. Gertrud von Sulzbach; около 1114, Зульцбах-Розенберг, Верхний Пфальц — 14 апреля 1146, Бад-Херсфельд) — германская королева. Вторая супруга германского короля Конрада III.

## Биография
Представительница знатного графского рода Зульцбах, принадлежавших к влиятельным родам салической и раннештауфенской империи. Гертруда была дочерью Беренгара II, графа Зульцбахского (ум. 3 декабря 1125 года) и его второй жены, Адельгейды фон Дисен-Вольфратшаузен (ум. 1126). Её отец сыграл важную роль в свержении императора Генриха IV и воздвижении на престол его сына Генриха V. Он был одним из главных советников императора Священной Римской империи Генриха V.
Её сестры и братья состояли в браке с правящими особами: сестра Люитгарда Зульцбахская (ум. около 1163) была герцогиней Нижней Лотарингии, брат Гебхард II Зульцбахский был женат на дочери баварского герцога Генриха IX Матильде (ум. 1165). Гертруда была сестрой Берты (Ирины) фон Зульцбах (ум. 1160), византийской императрицы, первой жены императора Мануила I Комнина.
Около 1135/1136 Гертруда вышла замуж за Конрада III, сына Фридриха I фон Штауфена, герцога Швабии и Агнессы Франконской (1072 — 24 сентября 1143), первого короля Германии (1138—1152) из династии Гогенштауфенов, герцога Франконии (1116—1138).
По матери её муж Конрад III был внуком императора Священной Римской империи Генриха IV.
Гертруда фон Зульцбах была королевой Германии, но никогда не стала императрицей, как и её муж.

## Дети
В браке с Конрадом III родила двух сыновей:
- Генриха (1137—1150), с 30 марта 1147 года короля Германии и соправителя отца
- Фридриха IV (ок. 1144 — 19 августа 1167), который именовался герцогом Ротенбурга, герцогом Швабии (1152—1167), женатого на Гертруде Саксонской (1154—1197), дочери герцога Саксонии и Баварии Генриха Льва.

После рождения младшего сына Фридриха Гертруда заболела и умерла в Бад-Херсфельде. Похоронена в цистерцианском аббатстве в Эбрахе.